# Margaret Drabble

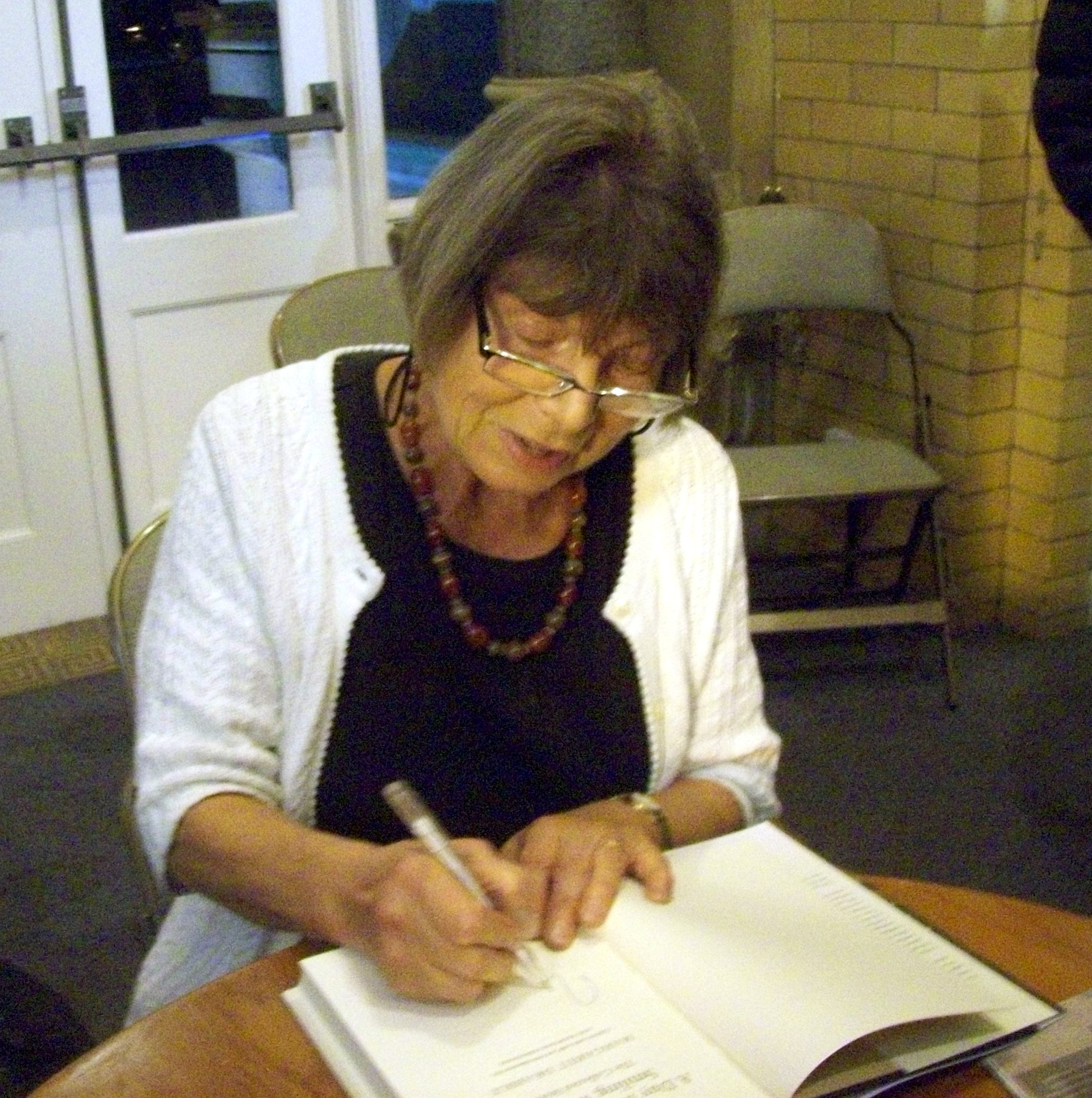
Margaret Drabble in 2011

Dame Margaret Drabble, Lady Holroyd (Sheffield, Yorkshire, 5 juni 1939) is een Engelse schrijfster. Zij is Dame Commander in de Orde van het Britse Rijk.
Met haar derde roman, The Millstone (1965) won zij in 1966 de John Llewellyn Rhys Memorial Prize, voor haar daaropvolgende werk, Jerusalem the Golden ontving zij in 1967 de James Tait Black Memorial Prize.
Een terugkerend thema in haar werk is de correlatie tussen de hedendaagse Engelse maatschappij en de individuen die erin leven. Hoewel haar werken in beginsel niet autobiografisch zijn, zijn sommige karakters en de gebeurtenissen die ze tegenkomen wel geïnspireerd op het leven van Drabble zelf. Naast romans heeft Drabble onder meer ook korte verhalen, toneelstukken en non-fictie werken geschreven. 
De schrijfster A.S. Byatt is haar oudere zuster. Zij hebben nauwelijks contact en lezen elkaars boeken niet. Van 1960 tot 1975 was Drabble gehuwd met de acteur Clive Swift, bekend als 'Richard' in de tv-serie Keeping Up Appearances. In 1982 huwde ze de historicus Sir Michael Holroyd. 

### Romans
- A Summer Birdcage (1963)
- The Garrick Year (1964)
- The Millstone (1965)
- Jerusalem the Golden (1967)
- The Waterfall (1969)
- The Needle's Eye (1972)
- The Realms of Gold (1975)
- The Ice Age (1977)
- The Middle Ground (1980)
- The Radiant Way (1987)
- A Natural Curiosity (1989)
- The Gates of Ivory (1991)
- The Witch of Exmoor (1996)
- The Peppered Moth (2001)
- The Seven Sisters (2002)
- The Red Queen (2004)
- The Sea Lady (2006)

### Non-fictie
- Wordsworth (Literature in Perspective-serie) (1966)
- Arnold Bennett: A Biography (1974)
- The Genius of Thomas Hardy (ed.) (1976)
- For Queen and Country: Britain in the Victorian Age (1978)
- A Writer's Britain: Landscape in Literature (1979)
- Angus Wilson: A Biography (1995)
- The Oxford Companion to English Literature (red. 5e en 6e editie) (1985, 2000)

- Bibsys: 90067372
- Biblioteca Nacional de España: XX1100072
- Bibliothèque nationale de France: cb119005603 (data)
- Catàleg d'autoritats de noms i títols de Catalunya: 981058601799806706
- CiNii: DA00099325
- Gemeinsame Normdatei: 118527126
- International Standard Name Identifier: 0000 0001 2275 5306
- Library of Congress Control Number: n79055075
- Nationale Bibliotheek van Letland: 000025226
- Bibliotheek van het Japanse parlement: 00438211
- Nationale Bibliotheek van Tsjechië: jn19990001857
- Nationale bibliotheek van Australië: 35044328
- Nationale Bibliotheek van Israël: 987007260411405171
- Nationale Bibliotheek van Polen: a0000003173775
- Nationale en Universitaire bibliotheek Zagreb: 000007315
- Nederlandse Thesaurus van Auteursnamen: 068345801
- Istituto Centrale per il Catalogo Unico: RAVV081209
- LIBRIS: 237306
- SNAC: w67m0m9p
- Système universitaire de documentation: 026836718
- Trove: 810475
- Virtual International Authority File: 10100
- WorldCat: E39PBJtX4RbgttQmCjjCJC3JDq